# 空中课堂
空中课堂指在电视或者广播上进行授课的形式，空中大學即是運用這種教學形式的大學。相較於一般的課堂教學，空中大學可以使距離學校較遠、缺乏完整時間上課或且缺乏學習經費的人能獲得教育機會。